# اچ‌ام‌اس زتلند (ال۵۹)
اچ‌ام‌اس زتلند (ال۵۹) (به انگلیسی: HMS Zetland (L59)) یک کشتی است که طول آن 85.34 m می‌باشد. این کشتی در سال ۱۹۴۲ ساخته شد.